# Circle Line (Singapur)

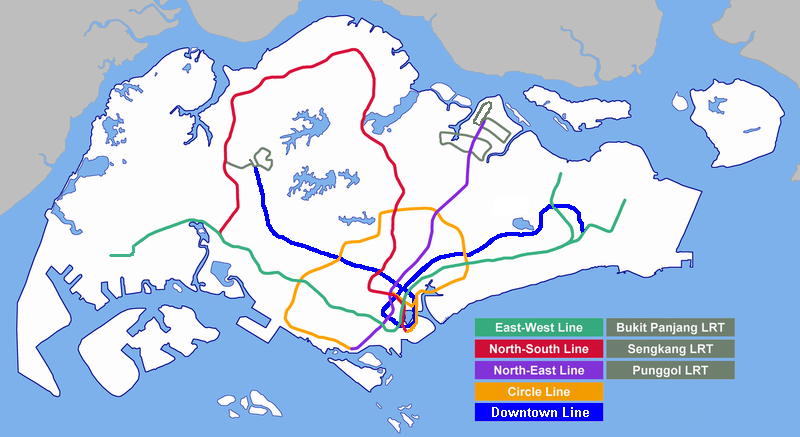
Circle Line (orange)

Die Circle Line (chinesisch 環線 / 环线, Pinyin huánxiàn – „Ringlinie“) ist die vierte MRT-Linie in Singapur. Sie ist noch keine geschlossene Ringstrecke, sondern nur ein ¾-Ring. Aktuell laufen aber Bauarbeiten, um aus der Linie einen vollständigen Ring zu machen. Ringförmiges Umfahren des Stadtzentrums ist dadurch nur durch Umsteigen auf andere Linien an den Endbahnhöfen möglich. Die Linie soll bei Fertigstellung 31 Stationen haben und 35,7 km lang sein. Der erste Teilabschnitt ging am 28. Mai 2009 in Betrieb, der zweite und der dritte folgten am 17. April 2010, ein weiterer am 8. Oktober 2011. Die vorläufige Fertigstellung war für den 14. Januar 2012 geplant. Mit Stand 2011 war zunächst nicht geplant, die Strecke auf absehbare Zeit zu vollenden. Verschiedene Absenkungen des Bodens über dem Tunnel führten zu Bauverzögerungen.
Die Circle Line ist die zweite automatisierte MRT-Linie nach der North East Line.
Die Circle Line ist die erste Linie mittlerer Kapazität in Singapur. Jeder Circle-Line-Zug besteht aus drei Wagen. Ab Mai 2015 beträgt die tägliche Fahrerzahl 398.000. Die Linie verkürzt die Reisezeit für Pendler, indem sie Fahrten zwischen Nord-, Ost- und West-Singapur verkürzt und stark frequentierte Umsteigestationen wie City Hall und Raffles Place umgeht. Es ist nach der Nord-Süd-Linie und der Ost-West-Linie die dritte MRT-Linie, die von SMRT betrieben wird.

## Geschichte
Die Circle Line wurde erstmals im Mai 1998 als Marina Line bezeichnet und war ursprünglich als 12-Stationen-U-Bahn-Linie geplant, die von Chinatown und Dhoby Ghaut über das National Stadium zur Station Kallang oder Paya Lebar führte. Der Chinatown-Ast wurde jedoch später gekappt und auf 6 Stationen bis zur Stadion-Station (Stadium) reduziert. Auf der anderen Seite wurde im Jahr 2000 eine weitere Verlängerung in Richtung Upper Paya Lebar hinzugefügt. Die Marina-Linie wurde ebenfalls mit einer LRT-Linie kombiniert, die von Paya Lebar über Serangoon und Bishan nach Buona Vista führt und die Circle Line Stage 3 und 4 in bildet 2001. Circle Line Stage 5 wurde im Februar 2002 fertiggestellt, als Stage 4 von Buona Vista zum World Trade Center verlängert wurde, um die Verbindung von Westen nach Sentosa zu schließen, und schließlich zur vollständigen Circle Line wurde. Stationen in Circle Line, die Teil der ursprünglichen Marina-Linienpläne waren, sind Dhoby Ghaut, Bras Basah, Esplanade, Promenade, Nicoll Highway und Stadium. Der Teil der zuvor geplanten Marina-Linie von Chinatown zur Promenade ist jetzt Teil der Downtown-Linie.
Die Bauarbeiten begannen am 13. März 2002 für Stufe 1, am 5. September 2002 für Stufe 2, im Mai 2003 für Stufe 3 und im Januar 2005 für die Stufen 4 und 5. Die Circle Line sollte von 2006 bis 2010 schrittweise mit einer Geschätzte Kosten von 6,7 Mrd. S $, aber der Zusammenbruch des Nicoll Highway führte dazu, dass die Eröffnung der ersten Etappe auf den 28. Mai 2009 verschoben wurde. Als die Strecke am 8. Oktober 2011 vollständig eröffnet wurde, waren die Baukosten auf fast 10 Mrd. S $ gestiegen. Aufgrund der Neuausrichtung der Nicoll-Highway-Station an einem neuen Standort hat die Station vor dem Zusammenbruch nur zwei Drittel der Größe des ursprünglichen Plans. Es befand sich 100 Meter vom ursprünglichen Standort entfernt. Einige Stationen der Circle-Linie wurden ursprünglich als „Shell-Stationen“ konzipiert. Es wurde jedoch beschlossen, Caldecott und Haw Par Villa (zuvor Thomson und West Coast) zu eröffnen, sodass Bukit Brown die einzige ungeöffnete Station der Linie ist.
Am 20. April 2004 stürzte ein Abschnitt des Tunnels für die Circle Line zusammen, als eine im Tunnelbau verwendete Stützmauer nachgab. Dies geschah in Nähe der Nicoll Highway, nicht weit von der Merdeka-Brücke. Der Unfall übertraf eine Kollapszone von 150 Meter (490 ft) breit, 100 Meter (330 ft) lang und 30 Meter (98 ft) tief. Vier Arbeiter starben und drei weitere wurden verletzt. Eine kriminalistische Untersuchung befand die Hauptunternehmer Nishimatsu Construction Company und Joint-Venture-Partner-Firma Lum Chang Construction Company und ihre Direktoren sowie die wichtigsten Manager der Land Transport Authority für den Einsturz verantwortlich. Mehrere andere Offizielle und Unterauftragnehmer wurden gerügt und erhielten Verwarnungen in Zusammenhang mit dem Unfall.
Als Ergebnis dieses Unfalls wurde die erste Phase der Circle Line, die 2008 eröffnet wurde, am 28. Mai 2009 von Bartley bis Marymount, an der anderen Seite der Circle Line, abgeschlossen. Der betroffene Abschnitt wurde am 17. April 2010 eröffnet. Die betroffene Station wurde um 100 Meter (330 ft) von der Unfallstelle verschoben und befindet sich nun an der Republic Avenue.
Dieser Unfall hatte auch zu strengeren Sicherheitsbestimmungen für den Bau aller zukünftigen MRT-Linien geführt. Die Verlagerung der Nicoll Highway Station bedeutete auch, dass sie nicht mehr als Benchmark für die Bukit Timah Line dienen kann, was den Bau der aktuellen Downtown Line beeinflusst. Die letzten Abschnitte eröffneten am 8. Oktober 2011 (Caldecott bis HarbourFront) und 14. Januar 2012 (Marina Bay Extension).
Der Vorschlag für die Circle Line Stage 6 begann 2003, den Kreis von HarbourFront zur Marina Bay zu schließen, war aber zu diesem Zeitpunkt in Planung. Mehrere Optionen wurden erwogen, um die Lücke zu schließen, die hauptsächlich eine Nordroute ist, die durch die Weststation Tanjong Pagar und die MRT-Station Tanjong Pagar führt, oder eine Südroute, die durch den Hafen von Singapur führt, der gemeinhin als East Tanjong Pagar bekannt ist. Die Kosten für die Schließung der Lücke wurden zu Preisen von 2010 auf 1½ bis 2 Mrd. S $ geschätzt.
Am 17. Januar 2013 kündigte die Land Transport Authority (LTA) die Circle Line Stage 6 an, die den Kreis endgültig schließen wird. Diese vier Kilometer lange Verlängerung verläuft zwischen Marina Bay und HarbourFront. Diese Erweiterung wird Pendler entlang der Südschleife von Marina Bay nach HarbourFront verbinden und ist Teil der Sanierung des Bezirks am Southern Waterfront Gateway. Am 29. Oktober 2015 gab LTA die Stationsnamen für Circle Line Stage 6 bekannt. Die Bauarbeiten begannen am 29. Juni 2017, kurz nachdem der Shenton Way Bus Terminal verlegt worden war.

## Stationen
Die Züge der Zweiglinie von Marina Bay verkehren bis Stadium, zu Spitzenzeiten werden die Fahrten bis Harbour Front verlängert.
| Kürzel | Station                               | Übergang                               |
| ------ | ------------------------------------- | -------------------------------------- |
| CC1    | Dhoby Ghaut                           | Nord-Süd-Linie NS24 Nord-Ost-Linie NE6 |
| CC2    | Bras Basah                            |                                        |
| CC3    | Esplanade                             |                                        |
| CC4    | Promenade                             | Downtown Line DT15                     |
| CC5    | Nicoll Highway                        |                                        |
| CC6    | Stadium                               |                                        |
| CC7    | Mountbatten                           |                                        |
| CC8    | Dakota                                |                                        |
| CC9    | Paya Lebar                            | Ost-West-Linie EW8                     |
| CC10   | MacPherson                            | Downtown Line DT26                     |
| CC11   | Tai Seng                              |                                        |
| CC12   | Bartley                               |                                        |
| CC13   | Serangoon                             | Nord-Ost-Linie NE12                    |
| CC14   | Lorong Chuan                          |                                        |
| CC15   | Bishan                                | Nord-Süd-Linie NS17                    |
| CC16   | Marymount                             |                                        |
| CC17   | Caldecott                             |                                        |
| (CC18) |                                       | (freigehalten)                         |
| CC19   | Botanic Gardens                       | Downtown Line DT9                      |
| CC20   | Farrer Road                           |                                        |
| CC21   | Holland Village                       |                                        |
| CC22   | Buona Vista                           | Ost-West-Linie EW21                    |
| CC23   | one-north                             |                                        |
| CC24   | Kent Ridge                            |                                        |
| CC25   | Haw Par Villa                         |                                        |
| CC26   | Pasir Panjang                         |                                        |
| CC27   | Labrador Park                         |                                        |
| CC28   | Telok Blangah                         |                                        |
| CC29   | HarbourFront                          | Nord-Ost-Linie NE1                     |
| CC30   | Keppel (in Bau)                       |                                        |
| CC31   | Cantonment (in Bau)                   |                                        |
| CC32   | Prince Edward Road (in Bau)           |                                        |
| CE1    | Bayfront (nach Fertigstellung CC33)   | Downtown Line DT16                     |
| CE2    | Marina Bay (nach Fertigstellung CC34) | Nord-Süd-Linie NS27                    |

## Eröffnungsdaten
Die Circle Line wurde abschnittsweise eröffnet:
- 28. Mai 2009: Phase 3 (Bartley (CC12) – Marymount (CC16))
- 17. April 2010: Phase 1 & 2 (Dhoby Ghaut (CC1) – Bartley (CC12))
- 8. Oktober 2011: Marymount – Harbour Front
- 14. Januar 2012: Promenade – Marina Bay (als Zweiglinie)